# Апостол Фортунат
Апостол Фортунат је био један од седамдесеторице апостола. Апостол Павле га помиње у Првој Посланица Коринћанима (Кор 16:17-18).
Фортунат је вероватно био један од оних хришћана који је послао писмо Павлу од Коринтских хришћана, у коме га обавештавају о немирима у црквеном животу (Кор 5:1) 
Из писма се не види јасно да ли је он био свештеник, епископ или једноставно добар и побожан лаик. 
Познато је да је Климент I, епископ Рима 97. године своју поруку Коринћанима насловио презвитеру Фортунату, али остаје дилема да ли се ради о истој особи.